# Ananás-de-agulha
O ananás-de-agulha (Aechmea muricata ((Arruda) L.B.Sm.) é uma planta terrestre, da família das bromeliáceas, nativa do Brasil, especialmente do estado de Pernambuco, endêmica da Mata Atlântica.  A espécie se desenvolve em solos secos ou salgados ao nível do mar, de folhas verdes pungentes, dispostas em roseta, com espinho apical castanho, e inflorescência simples. Também é conhecida pelo nome gravatá-de-agulha.